# Loren Allred
Loren Allred (née le 7 septembre 1989) est une auteure-compositrice-interprète, pianiste et actrice américaine. Allred a fait ses débuts au Billboard Hot 100 avec un disque platine pour la chanson Never Enough, issue de la bande originale du film The Greatest Showman. Elle fait un duo avec Michael Bublé sur le titre Help Me Make It Through the Night issu de l'album Love et avec David Foster, dans le cadre de son concert PBS An Intimate Evening.

## Biographie
Allred est née de parents musiciens. Sa mère, Carol Ann Allred, est une soprano classique et professeur de chant. Son père, Brady R. Allred était auparavant directeur du Pittsburgh Bach Choir et directeur artistique et chef d'orchestre de Salt Lake Choral Artists. Elle a trois sœurs plus jeunes - Megan, Brennan et Karin.
Après un an d'études de théâtre musical à l'université d'État de Weber à Ogden, Utah, elle est transférée au Berklee College of Music de Boston, Massachusetts. Pendant son séjour à Boston, elle enregistre des vidéos sur YouTube où elle est repérée puis défendue par Ne-Yo, menant à un contrat d'enregistrement avec Island Def Jam.
En 2012, elle participe à la saison 3 de l'émission télévisée The Voice et choisit Adam Levine comme coach. Elle est éliminée après la première semaine des éliminatoires en direct, à égalité pour la 13e place.
| Étape                | Chanson              | Artiste original               | Date              | Résultat                                                 |
| -------------------- | -------------------- | ------------------------------ | ----------------- | -------------------------------------------------------- |
| Audition à l'aveugle | When Love Takes Over | David Guetta ft. Kelly Rowland | 12 septembre 2012 | Deux coachs retournés Elle rejoint la Team d'Adam Levine |
| Battles (Top 64)     | Need You Now         | Lady Antebellum                | 22 octobre 2012   | Sauvée par le coach                                      |
| Knockouts            | You Know I'm No Good | Amy Winehouse                  | 29 octobre 2012   | Sauvée par le coach                                      |
| Live Playoffs        | All Around the World | Lisa Stansfield                | 5 novembre 2012   | élimination                                              |

En 2014, pour les besoins d'une comédie musicale, elle intègre l'enregistrement réalisé par l'équipe des compositeurs de Broadway Benj Pasek et Justin Paul. Après avoir travaillé sur les premières démos, elle est choisie pour être la voix du personnage de Rebecca Ferguson, Jenny Lind, sur le projet The Greatest Showman. La bande originale et la chanson du film sont couronnées de succès, l'album devenant disque de Platine et passant en tête du classement des albums au Billboard en janvier 2018. Ce même mois, la chanson Never Enough issue de l'album et chantée par Loren Allred atteint la 88e place du Hot 100.
En 2018, elle partage un duo avec Michael Bublé sur le titre Help Me Make It Through the Night issu de l'album Love.
En 2022, elle auditionne pour la saison 15 de Britain's Got Talent, interprétant Never Enough. Elle remporte le Golden Buzzer d'Amanda Holden, l'envoyant en demi-finale.
En 2024, elle est la voix du thème principal du jeu vidéo Final Fantasy VII Rebirth "No Promises to Keep" composée par Nobuo Uematsu.

## Discographie

### Single
- 2020 : This Summer[6]
- 2024 : Never Enough (Loren's Version)
- 2024 : No Promises to Keep (Final Fantasy VII Rebirth Theme)

### Collaborations
| Titres                                                             | Année | Album                               |
| ------------------------------------------------------------------ | ----- | ----------------------------------- |
| Better This Way (Joey Contreras featuring Loren Allred)            | 2014  | Young Kind of Love                  |
| Never Enough et Never Enough (Original)                            | 2017  | The Greatest Showman                |
| Single City (Michael Mott ft. Loren Allred)                        | 2017  | Abandoned Heart                     |
| Ordinary Day (Loren Allred)                                        | 2018  | So Much to Say: Songs for Everytown |
| Help Me Make It Through the Night (Michael Bublé ft. Loren Allred) | 2018  | Love                                |